# Sélection Oppenheim n°4
Le SO4, abréviation de sélection oppenheim numéro 4 est un porte-greffe viticole.

## Origine et répartition
Le SO4 a été sélectionné par Sigmund Teleki et Heinrich Fuhr en 1896,  à partir d'un croisement entre Vitis berlandieri et Vitis riparia fait par Euryale Rességuier. Il existe 24 clones agréés.
En France, en 2023 il est utilisé sur 180 000 hectares, représentant environ un quart du vignoble.

## Caractères ampélographiques
Le jeune rameau présente un bourgeonnement à demi-ouvert ; les jeunes feuilles sont bronzées, ourlées de pourpre et moyennement velues.
Le rameau est allongé, de section ovale côtelé ; la couleur est rouge luisant et la surface est glabre. Les vrilles se divisent en trois.
Les feuilles sont cunéiformes (en forme de coin) et grandes ; le limbe est involuté et ondulé entre les nervures ; le sinus pétiolaire est ouvert en U ou en V.
Les fleurs sont mâles et ne donnent donc pas de fruit. 
Les sarments aoûtés sont brun foncé.

## Aptitudes

### Adaptation au terroir
Le SO4 a une bonne résistance au phylloxera et correcte vis-à-vis des nématodes parasites de la vigne. 
Il présente une tolérance au calcaire jusqu'à 35 % de calcaire total. (17 % de calcaire actif, soit un indice de pouvoir chlorosant de 30). Il est tolérant aux chlorures. Il supporte une sécheresse modérée, mais est moins tolérant aux excès d'eau. Il extériorise les carences magnésiennes, donnant le dessèchement de la rafle. Il craint parfois la thyllose.
Il est ainsi bien adapté aux sols sablonneux et aux argilo-calcaires peu chlorosants. En revanche, il craint plus les sols secs, très calcaires et trop argileux.

### Aptitude au greffage
Il présente une bonne affinité avec les greffons de Vitis vinifera et se bouture bien, même si la stratification (durée de cicatrisation du point de greffe) est un peu plus longue que pour la moyenne. En revanche le grossissement du tronc est plus lent que celui du greffon. Il donne donc un pied frêle qui nécessite un tuteur ou un palissage. 
Il confère au greffon une grande vigueur les quinze premières années, donnant de gros rendements. Cette vigueur demande à être réfrénée, notamment pour obtenir des vins de qualité à cause d'une note végétale de ses vins et un pH élevé, trop dilués par le rendement. En revanche, la synthèse des sucres est bonne.
Il présente des incompatibilités avec la syrah pour le clone numéro 5 du porte-greffe, le plus répandu, causant le dépérissement des pieds par la suite.

## Sources